# Eriàcnia
Eriàcnia (Eriachneae) és una tribu de la família de les poàcies, ordre Poales, subclasse de les commelínides, classe de les liliòpsides, divisió dels magnoliofitins.
No hi ha acord quant a la subfamília a què pertany; algunes fonts l'assignen a la subfamília Micrairoideae, però aquesta subfamília encara no està acceptada de manera general (vegeu Poàcia), mentre que d'altres la classifiquen com Poaceae incertae sedis.

## Genères
- Eriachne
- Pheidochloa